# Agacão
Agacão (em persa: آقا خان; romaniz.: Aga Khan) é o título dado pelo Xá da Pérsia Fate Ali Xá (juntamente com a mão da sua filha, a princesa Sarv-I Jahan) ao 46.º imame dos ismailitas Haçane Ali Xá, em 1817 e que continua até hoje como um título hereditário. O Agacão é considerado um descendente de Maomé pelos ismaelitas.
Este título combina o título militar turco Agá com o título turco, mongol e persa/pastó polivalente Cã, para formar um outro com um significado aproximado de "Comandante em Chefe". Os ismailitas referem-se ao Aga Khan como “Mawlana Hazar Imam” (حاضر إمام, "O atual Imame"). A esposa tem o título de Begum Aga Khan.
Esta “dinastia” iniciou uma série atividades de desenvolvimento, culturais e de propaganda religiosa, que se encontram atualmente agrupadas na Rede Aga Khan para o Desenvolvimento (Aga Khan Development Network).

## História
Durante as últimas fases da Primeira Guerra Anglo-Afegã (1841–1842), Hasan Ali Shah e os seus oficiais de cavalaria prestaram assistência a General Nott na Província de Kandahar e a General England no seu avanço de Sindh para se juntar a Nott. Por estes e outros esforços diligentes realizados ao serviço do Império, o Raj britânico reconheceu-o como "Príncipe"; não era uma prática incomum os britânicos consolidarem o seu domínio sobre a Índia, concedendo títulos semelhantes generosamente a qualquer grande proprietário de terras ou chefe tribal com influência local que se lhes tornasse útil.
O Aga Khan era excepcional, pois, embora tenha sido a influência tribal local que lhe permitiu servir os britânicos e conquistar o seu favor, a sua reivindicação à nobreza baseava-se na sua reivindicação à liderança de uma seita inteira do Islão. A Grã-Bretanha Imperial via grandes possibilidades em ter sob o seu controlo e patrocínio o chefe de uma grande seita xiita; este poderia até ser utilizado em algum momento posterior para contrabalançar a influência do califa otomano, o chefe do Islão reconhecido pelas seitas sunitas. O Aga Khan foi o único líder religioso ou comunitário na Índia Britânica a quem foi concedida uma saudação com tiros pessoal. 
Em 1866, o Aga Khan obteve uma vitória judicial no Tribunal Superior de Bombaim no que ficou popularmente conhecido como o Caso Aga Khan, garantindo o seu reconhecimento pelo governo britânico como chefe da comunidade Khoja. O Aga Khan é também o Pir dentro da comunidade Nizari Ismaili.
A decisão do Tribunal Superior de Bombaim de 1866 reconheceu Aga Khan I como o Imām hereditário dos ismaelitas. 
Em 1887, o Secretário de Estado da Índia, agindo através do Vice-rei da Índia, reconheceu formalmente o título de Aga Khan. 

## Título e responsabilidades
Como Imame, as responsabilidades do Aga Khan incluem interpretar a fé e zelar pelo bem-estar espiritual e material dos seus seguidores, o que significa que ele tem o dever de ajudar a melhorar a qualidade de vida de seus seguidores e suas comunidades nas sociedades onde vivem.

## Um dos homens mais ricos do mundo
A revista Forbes lista o Aga Khan como um dos membros da realeza mais ricos do mundo, com um patrimônio líquido estimado em 800 milhões de dólares.

## Rede Aga Khan para o Desenvolvimento
É uma organização filantrópica internacional liderada pelo Aga Khan que tem como propósito o desenvolvimento econômico, social e cultural, estando presente em 30 países de maioria islâmica (principalmente em países pobres da África e da Ásia), empregando por volta de 80 mil pessoas, e que possui mais de nove mil construções, desde hospitais a escolas, prestando cuidados de saúde a mais de cinco milhões de pessoas.
Os membros da comunidade ismaelita contribuem com tempo voluntário, serviços profissionais e com doações espontâneas para manterem o funcionamento da organização. Em 2018, a rede contava com um orçamento anual entre 600 e 900 milhões de euros.
De acordo com o próprio Imã, os valores da fundação são reinvestidos em outros projetos de desenvolvimento voltados para o apoio às comunidades.
[[Categoria=Aga Khan]]